# Исповедь в иудаизме
И́споведь в иудаи́зме (мишн. ивр. ודוי‎, видуй — «признание [грехов], сознавание») — одна из процедур покаяния, заключающаяся в признании в совершённом грехе, включающем раскаяние и предполагает принятие решения в дальнейшем не грешить. Бывает Большой исповедью (ודוי גדול‎) и Малой исповедью (ודוי קטן‎).

## В Танахе
Понятие исповеди часто встречается как в Торе, так и в других книгах Танаха. В Торе акт исповеди всегда предшествует обряду повинного жертвоприношения и без него недействительны ни раскаяние, ни жертва.
Танах не предписывает какую-то определённую форму исповеди, а содержащиеся в нём формулировки признания в грехах, как правило, отличаются предельной краткостью. Таковы исповедь Каина (Быт. 4:13), Моисея (Исх. 32:31), Ахана (Нав. 7:20), Давида (2Цар. 12:13). Исповедь многословна лишь когда ей придаётся поэтическая или молитвенная форма: Пс. 38, 51; Езд. 9:6—11, 15; Неем. 1:6, 7, 9:6—35.

## Исповедание грехов (видуй)
В иудаизме исповедание грехов (וִדּוּי‎, видуй) в современном значении впервые появляется в Мишне. Опираясь на библейское предписание «мужчина или женщина, совершившие какой-либо грех… пусть исповедаются в грехе своём» (Чис. 5:6, 7), галаха заключает, что несоблюдение любой заповеди должно быть искуплено исповедью и раскаянием.
Формула исповеди, произносившаяся первосвященником в ходе храмовой службы в Йом-кипур за себя, свою семью, кохенов и весь народ, сформулирована очень кратко и состоит всего из двух предложений. В первом (собственно, исповедь) перечислены три разновидности греха: извращение [закона], преступление [его] и прегрешение; во втором испрашивается прощение Бога за них. Формулы личной исповеди, читаемые в литургии на Йом-кипур, очевидно, сложились уже после разрушения Храма и были призваны заменить исповедь, читавшуюся первосвященником.

### Большая исповедь (аль хет)
Полное исповедание грехов (видуй), в котором каждая фраза вводится формулой «прости нам прегрешения наши, которые мы совершили пред Тобою тем, что…» и отдельные прегрешения перечисляются в алфавитном порядке называется «Большой исповедью» (על חטא‎, аль хет).
В сефардской традиции каждой букве алфавита соответствует один грех, тогда как в ашкеназской традиции упоминается сразу о двух прегрешениях и упоминание второго греха вводится словами «а также за грех…». Это исповедание грехов повторяется при каждой молитве «Амида» Йом-кипура, за исключением заключительной молитвы Йом-кипура (неила). Сефарды только первый раз произносят аль хет полностью; при повторных молитвах они приводят лишь его сокращённую форму.
У ашкеназов перечисление грехов поётся протяжно, в минорном тоне, причём четыре раза прерывается молитвенным возгласом «относительно всего этого, о Боже Всемилостивый, прости нас, отпусти нам и даруй нам прощение». Этот перерыв характеризуется применением специального песнопения, мелодия которого встречается и в других покаянных молитвах. По той же мелодии поётся приглашение обещающих произнести благодарственную молитву после еды.

### Малая исповедь (ашамну)
Старая краткая форма исповеди видуй называется «Малой исповедью» (אשמנו‎, ашамну) упоминается в Талмуде и Дидахе и изложена по алфавиту (признание каждого греха в отдельности начинается с буквы еврейского алфавита в последовательном порядке), причём круглое число 24-х слов, из которых состоит молитва, достигается путём троекратного повторения последней буквы (тав).
Первоначально молитву «Ашамну» пел кантор вместе с общиной, однообразным или простым напевом широкого размера с оттенком торжественности; впоследствии же в польских общинах мотив этот вследствие частого повторения молитвы в Йом-кипур подвергся переработке и из торжественного пения всей общиной стал сольным речитативом кантора. Сначала молящиеся повторяли за кантором каждое слово молитвы; затем последний стал лишь подавать тон молящимся и выжидать окончания ими каждой из четырёх строф, состоящих из определённого числа средних глаголов, последний из которых, за исключением конечной строфы, является переходным с прямым дополнением; после этого кантор уже приступал к соло.